# بوب سكوغلاند
بوب سكوغلاند (بالإنجليزية: Bob Skoglund)‏ هو لاعب كرة قدم أمريكية أمريكي، ولد في 29 يوليو 1925 في شيكاغو في الولايات المتحدة، وتوفي في 1949.

## وصلات خارجية
- بوب سكوغلاند على موقع مرجع كرة القدم المحترفة.كوم (الإنجليزية)